# Epping, Moselle
Epping är en kommun i departementet Moselle i regionen Grand Est (tidigare regionen Lorraine) i nordöstra Frankrike. Kommunen ligger i kantonen Volmunster som tillhör arrondissementet Sarreguemines. År 2022 hade Epping 566 invånare.

## Befolkningsutveckling
Antalet invånare i kommunen Epping
| Referens: INSEE |